# Sites archéologiques de grande importance en Serbie
Les sites archéologiques de grande importance (en serbe cyrillique : Археолошка налазишта од изузетног значаја ; en serbe latin : Arheološka nalazišta od izuzetnog značaja) sont les sites archéologiques de Serbie qui possèdent un haut degré de protection légale.
Sur les 190 sites archéologiques classés de la République de Serbie, 31 figurent parmi les biens de grande importance.

## Liste
| ID     | Monument                       | Adresse Coordonnées                                                                                  | Municipalité Localités        | Datation                                                    | Photo |
| ------ | ------------------------------ | --- | ----------------------------- | ----------------------------------------------------------- | ----- |
| AN 19  | Grotte de Gradac               | Au nord-ouest du Jerinino brdo et sur la rive droite de la Lepenica                                  | Batočina (Gradac)             | Paléolithique, Néolithique, Antiquité, Moyen Âge            |       |
| AN 21  | Grotte de Risovača             | | Aranđelovac                   | Paléolithique                                               |       |
| AN 28  | Site de Blaškovina             | Dans la partie est du village de Visibaba, sur une terrasse dominant la Zapadna Morava               | Požega (Visibaba)             | IIe-IIIe siècles                                            |       |
| AN 29  | Sites de Vesovina et Krčevina  | Centre de Visibaba, sur la pente orientale de l'ancien lit de la rivière Skrapež                     | Požega (Visibaba)             | IIe-IIIe siècles                                            |       |
| AN 30  | Site de Varošište              | | Požega (Visibaba)             | IIe-IIIe siècles                                            |       |
| AN 31  | Site de Bolnica                | Sur une terrasse dominant l'ancien lit de la rivière Skrapež                                         | Požega (Visibaba)             | IIe-IIIe siècles                                            |       |
| AN 32  | Site de Savinac                | | Požega (Visibaba)             | IIe-IIIe siècles                                            |       |
| AN 35  | Nécropole romaine de Kolovrat  | Kolovrat bb 43° 22′ 24″ N, 19° 37′ 34″ E                                                             | Prijepolje (Kolovrat)         | Fin du IIe siècle ou début du IIIe siècle                   |       |
| AN 37  | Timacum Minus                  | Près de Ravna, à 8 km au nord de Knjaževac, sur la rive du Beli Timok                                | Knjaževac (Ravna)             | Ier siècle                                                  |       |
| AN 41  | Drengrad                       | | Prokuplje (Bregovina)         | Milieu du VIe siècle                                        |       |
| AN 42  | Humska čuka                    | | Niš (Hum)                     | Seconde moitié du IIIe millénaire av. J.C.                  |       |
| AN 47  | Site de Kulina                 | | Merošina (Gradište)           | Ve et VIe siècles                                           |       |
| AN 79  | Site de Remesiana              | Aujourd'hui Bela Palanka                                                                             | Bela Palanka                  | IIe-IIIe siècles                                            |       |
| AN 85  | Site de Petrus                 | À 11 km au nord-est de Paraćin                                                                       | Paraćin (Zabrega)             | XIVe siècle                                                 |       |
| AN 102 | Forteresse romaine de Lederata | Sur la rive droite du Danube, près de Ram                                                            | Veliko Gradište (Ram)         | Fin du Ier siècle                                           |       |
| AN 110 | Oppidum celte de Turski Šanac  | Sur la rive gauche du Danube                                                                         | Bačka Palanka                 | Ier siècle av. J.-C.                                        |       |
| AN 111 | Site de Gradina                | | Beočin (Novi Rakovac)         | XIe-XVe siècles                                             |       |
| AN 112 | Site de Kalakača               | Sur la rive gauche du Danube, à environ 4 km au nord-est de Beška                                    | Inđija (Beška)                | Xe siècle av. J.-C.-VIIIe siècle av. J.-C.                  |       |
| AN 113 | Oppidum celte de Čarnok        | Au sud de Vrbas, sur le territoire du village de Bačko Dobro Polje                                   | Vrbas (Bačko Dobro Polje)     | Fin du IIe siècle av. J.-C. - début du Ier siècle av. J.-C. |       |
| AN 114 | Castellum Onagrinum            | Sur la rive gauche du Danube, à l'emplacement de l'actuel village de Begeč                           | Novi Sad (Begeč)              | Fin du IIIe siècle                                          |       |
| AN 115 | Motte du moulin Varcalov       | À 2 km de Ruma                                                                                       | Ruma                          | Xe-XVe siècles                                              |       |
| AN 116 | Site de Gradište               | À 7 km au nord-ouest de Kikinda                                                                      | Kikinda (Iđoš)                | Fin du l'Âge du bronze - début de l'Âge du fer              |       |
| AN 117 | Site de Grad                   | | Vršac (Dupljaja)              | Fin de l'Âge du bronze                                      |       |
| AN 118 | Site de la Mihaljevačka šuma   | Sur la rive droite du Danube                                                                         | Inđija (Čortanovci)           | IVe siècle                                                  |       |
| AN 119 | Site de Crkvine                | Sur le territoire du village de Horgoš, à environ 300 m au nord de ligne ferroviaire Subotica–Horgoš | Kanjiža (Horgoš)              | Première moitié du XIIIe siècle                             |       |
| AN 120 | Site de Matejski brod          | Sur la rive de l'ancien lit de la rivière Novi Begej                                                 | Novi Bečej                    | Période de Vinča-Pločnik                                    |       |
| AN 121 | Site du monastère de Grgurevci | | Sremska Mitrovica (Grgurevci) | XIIIe-XVIIe siècle                                          |       |
| AN 122 | Site de Gradina sur le Bosut   | Sur la rive gauche de la rivière Bosut                                                               | Šid (Vašica)                  | Préhistoire                                                 |       |
| AN     | Site de Peres                  | | Subotica                      | Mésolithique                                                |       |
| AN     | Acumincum                      | | Inđija (Stari Slankamen)      |                                                             |       |